# Yepha
Jeppe Bruun Wahlstrøm (født 8. marts 1983), bedre kendt under sit kunstnernavn Yepha, er en dansk sanger og rapper. 
Han er bedst kendt som værende en del af duoen UFO Yepha, men efter bruddet rapper han nu solo. Han har siden 2014 studeret skuespil og medvirker i forskellige produktioner.

## Filmografi
- Graverne - Fængselsbetjent Ivan (2024)

## Diskografi

### Albums
- Højere Hurtigere Dybere Bredere (2014)

### Singler
| År                                                               | Titel                              | Højeste placering | Certificering        |
| År                                                               | Titel                              | DAN               | Certificering        |
| ---------------------------------------------------------------- | ---------------------------------- | ----------------- | -------------------- |
| 2012                                                             | "Det går ned" (Yepha feat. Niklas) | 31                |                      |
| 2012                                                             | "Ik' gør' det"                     | 17                | - Platin (streaming) |
| 2013                                                             | "Løft op i trøjen"                 | —                 |                      |
| 2014                                                             | "Go' røv"                          | —                 |                      |
| "—" markerer en udgivelse der ikke opnåede en hitlisteplacering. |                                    |                   |                      |

Gæsteoptrædener
- Natasja - "Gør det" (feat. Yepha) (2007)
- Alexander Brown & Morten Hampenberg - "Skub til taget" (feat. Yepha) (2009)
- Alexander Brown & Morten Hampenberg - "Det stikker helt af" (feat. Yepha) (2011)
- Alexander Brown & Morten Hampenberg - "Klovn" (feat. Yepha & Casper Christensen) (2011)
- DJ Static - "Læg dig ned" (feat. Yepha & Kaka) (2012)